# El equilibrio de los jaguares
El Equilibrio de los Jaguares es el álbum debut del grupo de rock mexicano Jaguares editado el 9 de septiembre de 1996; a menudo nombrado simplemente como «El equilibrio». Grabado en Los Ángeles, California, la producción estuvo a cargo de Don Was, quien también ha estado a cargo de grabaciones de artistas de talla mundial como Bob Dylan, The Rolling Stones, Ringo Starr e Iggy Pop. 
En esta producción Saúl Hernández vuelve a la música meses después del retiro de Caifanes, agrupación con la que alcanzó la fama. Esto tras una serie de cirugías por pólipos en las cuerdas vocales, lo que afectaría su capacidad vocal de manera permanente. 
Participan como integrantes en turno con Hernández el ex-Caifanes Alfonso André (batería); José Manuel Aguilera (guitarra) y Federico Fong (bajo), músicos que ya habían conformado la banda La Barranca. Asimismo contó con la colaboración de músicos invitados de renombre como el Flaco Jiménez (acordeón), Paulinho Da Costa (percusiones) y el tecladista Billy Preston, reconocido como solista y por haber colaborado con The Beatles.
Este álbum tuvo tres sencillos, «Detrás de los cerros», «Nunca te doblarás» y «Dime jaguar». Según estadísticas el álbum vendió 200,000 copias en menos de una semana.

## Lista de temas
| N.º | Título                         | Escritor(es)                     | Duración |  |
| 1.  | «El equilibrio» (parte 1)      | André, Aguilera, Fong, Hernández | 2:06     |  |
| 2.  | «Dime jaguar»                  | Hernández                        | 5:00     |  |
| 3.  | «Imagíname»                    | Hernández                        | 5:02     |  |
| 4.  | «Detrás de los cerros»         | Hernández                        | 3:58     |  |
| 5.  | «Huracán»                      | Hernández                        | 5:40     |  |
| 6.  | «Las ratas no tienen alas»     | Hernández                        | 5:13     |  |
| 7.  | «Nunca te doblarás»            | Hernández                        | 4:37     |  |
| 8.  | «Clávame mejor los dientes»    | Aguilera                         | 3:40     |  |
| 9.  | «El equilibrio» (parte 2)      | André, Aguilera, Fong, Hernández | 3:57     |  |
| 10. | «El milagro»                   | Hernández                        | 4:48     |  |
| 11. | «Déjate ver»                   | Hernández                        | 5:11     |  |
| 12. | «Sólo somos sueños»            | Aguilera                         | 4:05     |  |
| 13. | «Adónde vamos a ir»            | Hernández                        | 4:51     |  |
| 14. | «Voy a volar»                  | Hernández                        | 5:00     |  |
| 15. | «En la habitación de tu mente» | Hernández                        | 5:16     |  |

## Integrantes
- Saúl Hernández – voz y guitarra
- Alfonso André – batería y percusiones
- José Manuel Aguilera – guitarra
- Federico Fong – bajo

## Participaciones
- Benmont Tech – violonchelo, violín
- Paulinho da Costa – percusiones
- Tracy Bartelle – voz adicional en «El milagro»
- Billy Preston – Hammond B-3 en «Detrás de los cerros»
- Gabe Witcher – violín en «En la habitación de tu mente»
- John Bergamo – tabla
- Mark Isham – trompeta
- Flaco Jiménez – acordeón en «Detrás de los cerros»